# Horloge à feu
 (octobre 2024).
Si vous disposez d'ouvrages ou d'articles de référence ou si vous connaissez des sites web de qualité traitant du thème abordé ici, merci de compléter l'article en donnant les références utiles à sa vérifiabilité et en les liant à la section « Notes et références ».

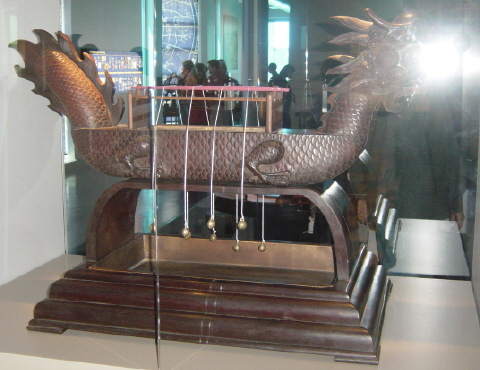
Réplique d'une horloge à encens chinoise.

On appelle horloge à feu les dispositifs permettant la mesure du temps par l'emploi de la combustion lente et prévisible d'un combustible.

## Technologie
La combustion des cierges comme indicateur de durée a été utilisée en Europe très certainement depuis la création de ceux-ci.
Le premier emploi de graduation sur le flanc de la bougie serait attribué à Alfred le Grand (Angleterre) au IXe siècle.
Le cierge était gradué sur le côté en heures d'égales longueurs et brûlait à une vitesse constante. Au fur et à mesure que la cire brûle et/ou s'écoule, on pouvait voir combien de temps s'était écoulé.
L'emploi de ce dispositif s'est très rapidement répandu dans l'Europe (et particulièrement la France) médiévale.

### Horloge à encens
Le principe des horloges à feu a été utilisé depuis très longtemps en extrême Orient, plus précisément en Chine et au Japon.
Les Chinois utilisent une longue baguette enduite d’une pâte combustible. En disposant un fil (souvent en soie) tendu par deux masselottes, de chaque côté du dispositif, à l'endroit voulu sur le combustible, il est possible de former un avertisseur sonore.
Lorsque le front de combustion atteindra le fil, celui-ci cédera, libérant les masselottes qui tomberont dans un bassin de cuivre. Le son ainsi créé permet d'indiquer l’heure ou le début, ou la fin, de tel ou tel événement.

### Labyrinthe à encens
Une grille est posée sur un support. On remplit la partie creuse de poudre d'encens puis on l'enlève.
On allume ensuite une des extrémités du labyrinthe et, lorsque tout a brûlé, le temps prévu est écoulé.

### Lampe à huile
En usage aux XVIIIe et XIXe siècles en Occident. On allumait la mèche d'une lampe à huile, le niveau d'huile diminuait dans le réservoir gradué et on lisait le temps écoulé sur les graduations.